# Arne Bergstrand
Per Arne Bergstrand, född 2 januari 1920 i Hedemora, död 23 maj 1989, var en svensk litteraturvetare och bibliotekarie.
Bergstrand, som var son till ombudsman Joel Bergstrand och Svea Hedlund, blev filosofie licentiat vid Uppsala universitet 1950 och filosofie doktor 1953. Han var extra ordinarie adjunkt i Hedemora 1954–1956, amanuens vid Kungliga Biblioteket 1957, bibliotekarie där 1957–1962 och utnämndes till förste bibliotekarie 1963. Han var lektor vid Hedemora högre allmänna läroverk 1962–1968 och studierektor där 1966–1967. Han blev bibliotekarie vid Kungliga Musikaliska Akademien 1968, var förste bibliotekarie där 1977–1981, förste bibliotekarie vid Statens musiksamlingar 1981 och erhöll en personlig tjänst för utgivning av Erik Axel Karlfeldts skrifter 1982. Bergstrand är begravd på Hedemora kyrkogård.